# 青木要三
青木 要三（あおき ようぞう、1929年4月10日 - 2014年4月23日没、享年85歳）は、日本のサッカー選手。

## 来歴
1955年にビルマとタイ王国に遠征したサッカー日本代表に招集され、1月5日にラングーンで行なわれたビルマ（体協会長チーム）戦、および、バンコクで行なわれた在タイ全華人戦に出場した。なお、前者は2007年に国際Aマッチとして認定された。
1967年(昭和42年)には、早稲田大学監督として釜元・森らを率いて天皇杯を制し、関東大学リーグ・大学選手権とあわせて三冠を達成した。しかし、当時勤めていた千代田生命にはほんの一部の人間にしか監督をしていることを知らせておらず、インタビューなどにも一切応ぜず、表舞台にはほとんど出なかった。一度だけテレビのサッカー中継で解説者として出演している。

## 代表歴

### 試合数
- 国際Aマッチ 1試合 0得点(1955)

| 日本代表 | 国際Aマッチ | 国際Aマッチ | その他 | その他 | 期間通算 | 期間通算 |
| 年       | 出場        | 得点        | 出場   | 得点   | 出場     | 得点     |
| -------- | ----------- | ----------- | ------ | ------ | -------- | -------- |
| 1955     | 1           | 0           | 1      | 0      | 2        | 0        |
| 通算     | 1           | 0           | 1      | 0      | 2        | 0        |

### 出場
| No. | 開催日         | 開催都市   | スタジアム | 対戦相手 | 結果 | 監督     | 大会         |
| --- | -------------- | ---------- | ---------- | -------- | ---- | -------- | ------------ |
| 1.  | 1955年01月05日 | ラングーン |            | ビルマ   | ●0-3 | 竹腰重丸 | 国際親善試合 |